# Флаг городского округа Чехов
Флаг Че́ховского района — официальный символ Чеховского муниципального района Московской области Российской Федерации.
Флаг учреждён 8 сентября 1999 года и внесён в Государственный геральдический регистр Российской Федерации под номером 563.

## Описание
«Голубое полотнище с отношением ширины к длине 2:3, несущее в центре изображение белой чайки из герба Чеховского района с зелёной полосой вдоль нижнего края в 1/6 от общей ширины, отделённой от голубой узкой жёлтой полосой в 1/40 общей ширины».

## Обоснование символики
Стилизованное изображение чайки указывает на происхождение названия города (а по нему и района) — по имени великого русского писателя А. П. Чехова, который долгое время жил в усадьбе Мелихово, где была написана пьеса «Чайка».
Зелёный цвет означает, что район богат сельхозугодьями и лесами. Зелёный цвет — символ изобилия, жизни и возрождения.
Синий цвет — символ красоты, чести, славы, преданности, истины, добродетели.
Белый цвет (серебро) — символ чистоты, мудрости, благородства, мира. Золото — символ прочности, величия, интеллекта, великодушия.
Жёлтый цвет (золото) — символ урожая, богатства, стабильности, величия, интеллекта, великодушия.

## См. также

Флаги муниципальных образований Чеховского района
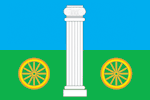
Городское поселение Столбовая
Городское поселение Чехов
Сельское поселение Баранцевское
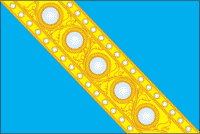
Сельское поселение Любучанское
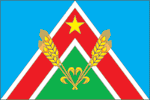
Сельское поселение Стремиловское